# Place Lehon
Pour les articles homonymes, voir Lehon.
La place Lehon (en néerlandais : Lehonplein) est une place bruxelloise de la commune de Schaerbeek, située derrière l'église Saint-Servais, entre la rue Royale Sainte-Marie et la rue de la Poste. La rue Vandermeersch, la rue François Degreef et la rue Hancart y aboutissent également.

## Histoire et description
Cette place porte le nom d'un militaire, écrivain et peintre belge, Henri Lehon, né à Ville-Pommerœul le 21 janvier 1809 et décédé à San Remo le 31 janvier 1872.
La numérotation des habitations va de 1 à 25 dans le sens des aiguilles d'une montre.

## Adresse notable
- no 4 : le peintre Godefroid Guffens (1823-1901) y a habité (maison classée depuis le 22 janvier 1998)

## Galerie de photos

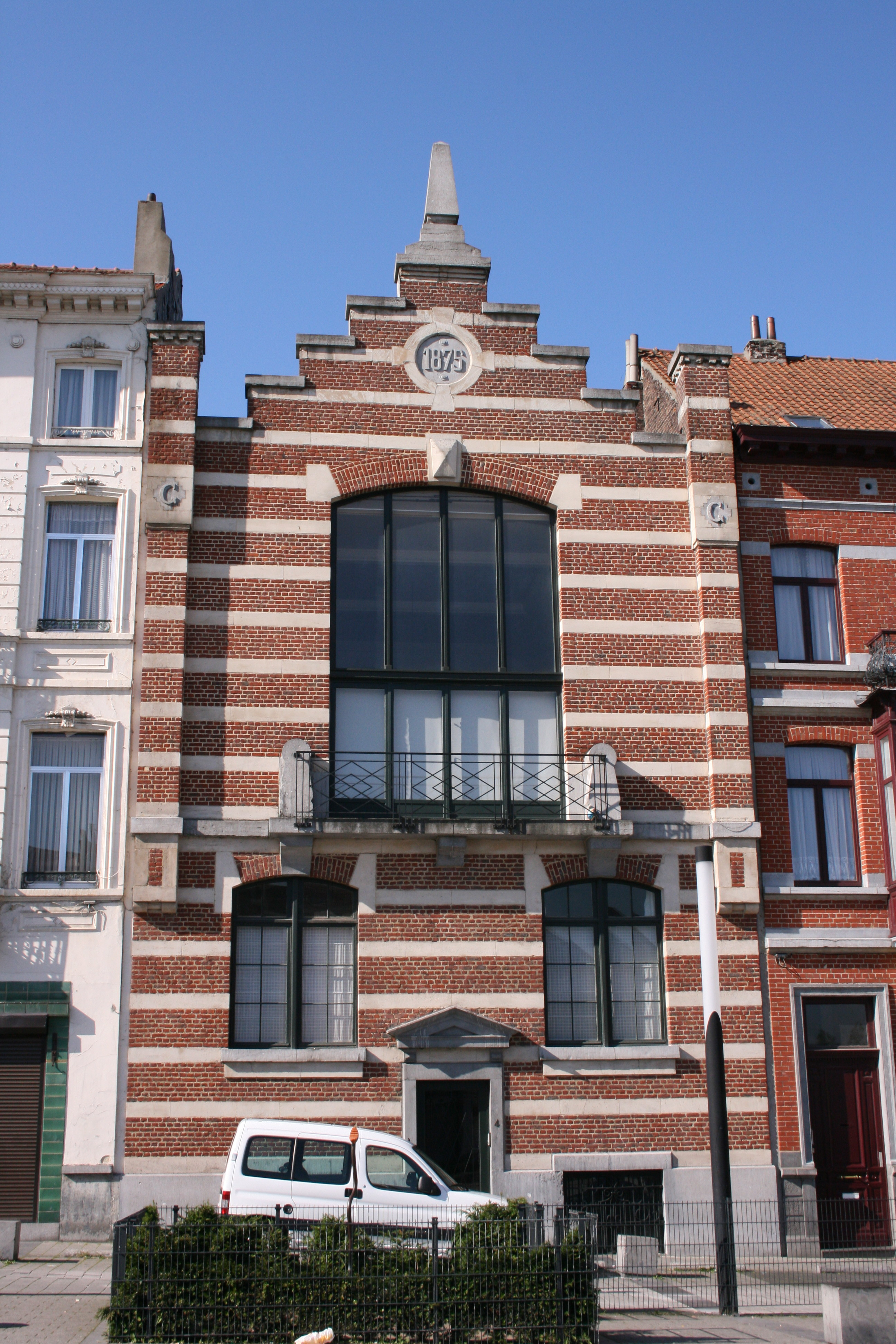
Place Lehon no 4